# Arturo Mina
Arturo Rafael Mina Meza (Rioverde, Esmeraldas, 8 de octubre de 1990) es un futbolista ecuatoriano. Juega como defensa y su equipo actual es Atlético Palmaflor de la Primera División de Bolivia.

## Trayectoria
Se inició en el Club Deportivo Puyo de Ecuador en 2008. Debutó profesionalmente en la UTE de su país en 2010.

### S. D. Municipal
En 2009 firma con Municipal de Ecuador por un año.

### UTE
En el 2010 pasa a la Universidad Tecnológica Equinoccial.

### Macará
En el 2012 lo compra el Macará donde tuvo buenas actuaciones que lo llevaron a ser observado por el Independiente del Valle

### Independiente del Valle
En el 2014 debutó con el Independiente en un partido contra El Nacional donde su equipo ganó 4-2. Debutó en la Copa Libertadores 2014 ante Unión Española el 19 de febrero. Aquel partido terminó empatado 2-2. El 27 de febrero jugó contra San Lorenzo, donde su club perdió a un gol a cero. El siguiente partido fue contra Botafogo y terminó 2-1 a favor de su equipo en el estadio Rumiñahui.

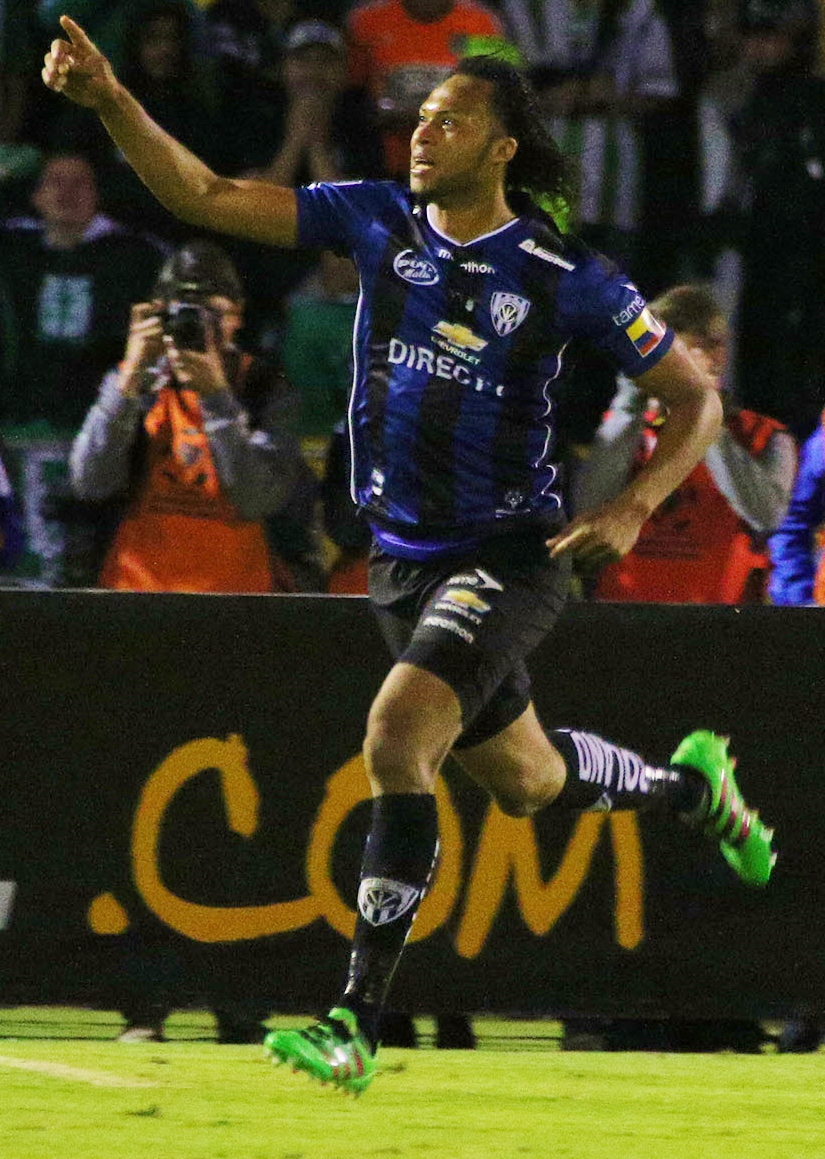
Mina luego de marcar un gol en la ida de la final de la Copa Libertadores 2016.

Debutó en la Copa Sudamericana 2014 ante Trujillanos en Venezuela el 21 de agosto, donde el partido terminó 1-0 a favor de su equipo.
El 20 de julio de 2016 marcó el gol del empate frente al Atlético Nacional de Colombia en el minuto 86 de partido, por la ida de la final de la Copa Libertadores 2016 donde al final la perderían por un global de 2 a 1 dejando una buena actuación como la sorpresas del torneo.

### River Plate
Tras sus buenas actuaciones, Marcelo Gallardo puso sus ojos en él y decidió traerlo a River Plate para ocupar el puesto de segundo marcador central, tras la ida de Éder Álvarez Balanta. Debutó con la camiseta del millonario el 18 de agosto de 2016, frente a Independiente Santa Fe, por la ida de la Recopa Sudamericana.
El 25 de agosto se consagró campeón de la Recopa Sudamericana, significando este su primer título profesional.
Hizo su debut en el plano local el 28 de agosto de 2016 frente a Banfield en el Monumental, por la primera fecha del campeonato, en el cual River ganaría 4-1.
El 11 de septiembre de 2016, por la segunda fecha, marcaría su primer gol en el club frente a Talleres de Córdoba, tras quedarle el rebote de un remate de Sebastián Driussi, el cual el arquero Guido Herrera tapó, siendo este el único gol para que el equipo de Núñez se llevara los tres puntos de Córdoba.
Tras alternar titularidad por algunos bajos rendimientos, en el verano marcó un gol nada menos que frente a Boca Juniors, en un superclásico amistoso que su equipo ganó 2-0. Fue el primer ecuatoriano en marcar un gol en un superclásico. Tras un frustrado y rendimientos demasiados bajos a consideración del entrenador, Marcelo Gallardo, fue vendido a la liga turca.

### Yeni Malatyaspor
El 18 de agosto de 2017 se confirma su traspaso al Yeni Malatyaspor, El 26 de agosto debutó en el empate 1-1 frente al Antalyaspor. El 25 de octubre anotó su primer gol contra el Ofspor en la victoria 3-1 de su equipo.

### Erzurumspor
El 11 de agosto de 2020 se hace oficial su llegada al Erzurumspor de la Superliga de Turquía. El cual acababa de ascender a Primera División.

### Mushuc Runa
El 24 de marzo de 2022 firmó contrato por una temporada con Mushuc Runa Sporting Club de Ecuador.

### Palmaflor del Trópico
Para la temporada 2023 fichó por Atlético Palmaflor del Trópico, equipo de la Primera División de Bolivia.

## Selección nacional
Debido a sus buenas actuaciones en la temporada 2013 y temporada 2014 de la Serie A con el Independiente del Valle, logrando posicionarse como uno de los mejores defensas del campeonato, buscaba participar en los partidos oficiales o amistosos de la tricolor, sin embargo no pudo ser convocado por Reinaldo Rueda para las eliminatorias Brasil 2014 o el Mundial Brasil 2014, con la salida de Rueda como DT, fue convocado por el director interino Sixto Vizuete para los partidos amistosos contra las selecciones de Bolivia, Brasil, Estados Unidos y El Salvador, debutando ante este último.
Con la llegada de Gustavo Quinteros como técnico de la tricolor en 2015, fue convocado para los encuentros amistosos con las selecciones de México, Argentina, y Panamá participando en todos exceptuando el encuentro con Argentina, también sería convocado para la Copa América 2015 como en los encuentros oficiales las eliminatorias Rusia 2018, en el 2016 no fue convocado en los partidos eliminatorias contra Paraguay y Colombia, sin embargo participó consecutivamente en los encuentros oficiales de la tricolor debido a su gran actuación en la Copa Libertadores 2016, siendo titular en la Copa América Centenario donde la tricolor hasta los cuartos de final eliminados por los anfitriones, mientras que en las eliminatorias Rusia 2018 se destacó como una de las principales figuras de los 6 encuentros que disputó, marcando un gol en la victoria de 3-0 de local contra Venezuela.
Para el 2017 debido a una actuación muy intermitente en River Plate como en el Yeni Malatyaspor solo fue convocado para los encuentros de marzo contra Paraguay y Colombia, sin embargo recibió varias críticas por parte de fanáticos o periodistas por errores en esos partidos, con la salida de Gustavo Quinteros por la derrota de 2-1 por el equipo de Ricardo Gareca, no fue convocado por Jorge Célico para los últimos encuentros de la eliminatorias, después de la eliminación de Ecuador al mundial 2018, en el 2018 a mando de Hernán Darío Gómez fue convocado para los amistosos contra Perú y Panamá, pero solo fue titular en la victoria de 2-0 contra Perú.
En el 2019 con un nivel muy irregular en su club Yeni Malatyaspor, fue convocado a los últimos amistosos preparatorios contra Venezuela y México, a pesar de esto participó en la Copa América 2019, donde fue objeto de varias críticas, debido a varios errores o faltas en los partidos contra Japón, Uruguay y Chile, a su vez marcó un autogol en el primer partido disputado con Uruguay, después de la eliminación de la tricolor del torneo, fue objeto de polémica debido a que fue uno de los participantes en la controversia del Piso 17.
A raíz de las polémicas del "Piso 17" ocurrido durante la Copa América Brasil 2019 tuvo conflictos con la Federación Ecuatoriana comandada por Francisco Egas recibiendo la sanción de ser apartado de la selección mayor, producto de la controversia del Piso 17 y un bajón de nivel en el Yeni Malatyaspor, ya no fue convocado más para un partido de la  Tricolor, como de los últimos encuentros amistosos disputados en 2019 al mando de Jorge Célico, con la llegada de Gustavo Alfaro a la selección en 2020 no fue tomado en cuenta para las eliminatorias Catar 2022, ante las restricciones por la pandemia de covid-19 y el nivel en el Club Erzurumspor donde fue suplente la mayor parte de la temporada, no ha sido convocado nuevamente a la selección ecuatoriana. 

### Participaciones en eliminatorias
| Eliminatorias     | Sede            | Resultado      | Partidos | Goles |
| ----------------- | --------------- | -------------- | -------- | ----- |
| Eliminatoria 2018 | América del Sur | No clasificado | 9        | 1     |

### Participaciones en Copas América
| Copa                    | Sede           | Resultado        | Partidos | Goles |
| ----------------------- | -------------- | ---------------- | -------- | ----- |
| Copa América 2015       | Chile          | Fase de grupos   | 1        | 0     |
| Copa América Centenario | Estados Unidos | Cuartos de final | 4        | 0     |
| Copa América 2019       | Brasil         | Fase de grupos   | 2        | 0     |

### Partidos internacionales
Actualizado al último partido disputado el 11 de julio de 2022.
| \| N.° \| Fecha \| Ciudad \| Rival \| Resultado \| Resultado \| Competencia \| \| --- \| ------------------------ \| ---------------- \| -------------- \| --------- \| --------- \| ----------------------------------- \| \| 1. \| 14 de octubre de 2014 \| Connecticut \| El Salvador \| 5-1 \| Victoria \| Amistoso \| \| 2. \| 28 de marzo de 2015 \| Los Ángeles \| México \| 0-1 \| Derrota \| Amistoso \| \| 3. \| 3 de junio de 2015 \| Ciudad de Panamá \| Panamá \| 1-1 \| Empate \| Amistoso \| \| 4. \| 6 de junio de 2015 \| Guayaquil \| Panamá \| 4-0 \| Victoria \| Amistoso \| \| 5. \| 19 de junio de 2015 \| Rancagua \| México \| 2-1 \| Victoria \| Copa América 2015 \| \| 6. \| 8 de septiembre de 2015 \| Quito \| Honduras \| 2-0 \| Victoria \| Amistoso \| \| 7. \| 13 de octubre de 2015 \| Quito \| Bolivia \| 2-0 \| Victoria \| Eliminatorias al Mundial Rusia 2018 \| \| 8. \| 25 de mayo de 2016 \| Dallas \| Estados Unidos \| 0-1 \| Derrota \| Amistoso \| \| 9. \| 4 de junio de 2016 \| Pasadena \| Brasil \| 0-0 \| Empate \| Copa América 2016 \| \| 10. \| 8 de junio de 2016 \| Glendale \| Perú \| 2-2 \| Empate \| Copa América 2016 \| \| 11. \| 4 de junio de 2016 \| Pasadena \| Haití \| 4-0 \| Victoria \| Copa América 2016 \| \| 12. \| 12 de junio de 2016 \| Glendale \| Estados Unidos \| 1-2 \| Derrota \| Copa América 2016 \| \| 13. \| 16 de septiembre de 2016 \| Quito \| Brasil \| 0-3 \| Derrota \| Eliminatorias al Mundial Rusia 2018 \| \| 14. \| 6 de septiembre de 2016 \| Lima \| Perú \| 1-2 \| Derrota \| Eliminatorias al Mundial Rusia 2018 \| \| 15. \| 6 de octubre de 2016 \| Quito \| Chile \| 3-0 \| Victoria \| Eliminatorias al Mundial Rusia 2018 \| \| 16. \| 11 de octubre de 2016 \| La Paz \| Bolivia \| 2-2 \| Empate \| Eliminatorias al Mundial Rusia 2018 \| \| 17. \| 10 de noviembre de 2016 \| Montevideo \| Uruguay \| 1-2 \| Derrota \| Eliminatorias al Mundial Rusia 2018 \| \| 18. \| 15 de noviembre de 2016 \| Quito \| Venezuela \| 3-0 \| Victoria \| Eliminatorias al Mundial Rusia 2018 \| \| 19. \| 23 de marzo de 2017 \| Asunción \| Paraguay \| 1-2 \| Derrota \| Eliminatorias al Mundial Rusia 2018 \| \| 20. \| 28 de marzo de 2017 \| Quito \| Colombia \| 0-2 \| Derrota \| Eliminatorias al Mundial Rusia 2018 \| \| 21. \| 15 de noviembre de 2018 \| Lima \| Perú \| 2-0 \| Victoria \| Amistoso \| \| 23. \| 1 de junio de 2019 \| Miami \| Venezuela \| 1-1 \| Empate \| Amistoso \| \| 24. \| 9 de junio de 2019 \| Arlington \| México \| 2-3 \| Derrota \| Amistoso \| \| 25. \| 15 de junio de 2019 \| Belo Horizonte \| Uruguay \| 0-4 \| Derrota \| Copa América 2019 \| \| 26. \| 21 de junio de 2019 \| Salvador \| Chile \| 1-2 \| Derrota \| Copa América 2019 \| \| 27. \| 24 de junio de 2019 \| Belo Horizonte \| Japón \| 1-1 \| Empate \| Copa América 2019 \| |                          |                  |                |           |           |                                     |
| N.° | Fecha                    | Ciudad           | Rival          | Resultado | Resultado | Competencia                         |
| 1. | 14 de octubre de 2014    | Connecticut      | El Salvador    | 5-1       | Victoria  | Amistoso                            |
| 2. | 28 de marzo de 2015      | Los Ángeles      | México         | 0-1       | Derrota   | Amistoso                            |
| 3. | 3 de junio de 2015       | Ciudad de Panamá | Panamá         | 1-1       | Empate    | Amistoso                            |
| 4. | 6 de junio de 2015       | Guayaquil        | Panamá         | 4-0       | Victoria  | Amistoso                            |
| 5. | 19 de junio de 2015      | Rancagua         | México         | 2-1       | Victoria  | Copa América 2015                   |
| 6. | 8 de septiembre de 2015  | Quito            | Honduras       | 2-0       | Victoria  | Amistoso                            |
| 7. | 13 de octubre de 2015    | Quito            | Bolivia        | 2-0       | Victoria  | Eliminatorias al Mundial Rusia 2018 |
| 8. | 25 de mayo de 2016       | Dallas           | Estados Unidos | 0-1       | Derrota   | Amistoso                            |
| 9. | 4 de junio de 2016       | Pasadena         | Brasil         | 0-0       | Empate    | Copa América 2016                   |
| 10. | 8 de junio de 2016       | Glendale         | Perú           | 2-2       | Empate    | Copa América 2016                   |
| 11. | 4 de junio de 2016       | Pasadena         | Haití          | 4-0       | Victoria  | Copa América 2016                   |
| 12. | 12 de junio de 2016      | Glendale         | Estados Unidos | 1-2       | Derrota   | Copa América 2016                   |
| 13. | 16 de septiembre de 2016 | Quito            | Brasil         | 0-3       | Derrota   | Eliminatorias al Mundial Rusia 2018 |
| 14. | 6 de septiembre de 2016  | Lima             | Perú           | 1-2       | Derrota   | Eliminatorias al Mundial Rusia 2018 |
| 15. | 6 de octubre de 2016     | Quito            | Chile          | 3-0       | Victoria  | Eliminatorias al Mundial Rusia 2018 |
| 16. | 11 de octubre de 2016    | La Paz           | Bolivia        | 2-2       | Empate    | Eliminatorias al Mundial Rusia 2018 |
| 17. | 10 de noviembre de 2016  | Montevideo       | Uruguay        | 1-2       | Derrota   | Eliminatorias al Mundial Rusia 2018 |
| 18. | 15 de noviembre de 2016  | Quito            | Venezuela      | 3-0       | Victoria  | Eliminatorias al Mundial Rusia 2018 |
| 19. | 23 de marzo de 2017      | Asunción         | Paraguay       | 1-2       | Derrota   | Eliminatorias al Mundial Rusia 2018 |
| 20. | 28 de marzo de 2017      | Quito            | Colombia       | 0-2       | Derrota   | Eliminatorias al Mundial Rusia 2018 |
| 21. | 15 de noviembre de 2018  | Lima             | Perú           | 2-0       | Victoria  | Amistoso                            |
| 23. | 1 de junio de 2019       | Miami            | Venezuela      | 1-1       | Empate    | Amistoso                            |
| 24. | 9 de junio de 2019       | Arlington        | México         | 2-3       | Derrota   | Amistoso                            |
| 25. | 15 de junio de 2019      | Belo Horizonte   | Uruguay        | 0-4       | Derrota   | Copa América 2019                   |
| 26. | 21 de junio de 2019      | Salvador         | Chile          | 1-2       | Derrota   | Copa América 2019                   |
| 27. | 24 de junio de 2019      | Belo Horizonte   | Japón          | 1-1       | Empate    | Copa América 2019                   |

### Goles internacionales
| \| N.° \| Fecha \| Ciudad \| Rival \| Gol \| Resultado \| Resultado \| Competencia \| \| --- \| ----------------------- \| ------------------------------------------ \| --------- \| --- \| --------- \| --------- \| -------------------------- \| \| 1. \| 15 de noviembre de 2016 \| Estadio Olímpico Atahualpa, Quito, Ecuador \| Venezuela \| 1–0 \| 3–0 \| Victoria \| Eliminatorias Mundial 2018 \| |                         |                                            |           |     |           |           |                            |
| N.° | Fecha                   | Ciudad                                     | Rival     | Gol | Resultado | Resultado | Competencia                |
| 1. | 15 de noviembre de 2016 | Estadio Olímpico Atahualpa, Quito, Ecuador | Venezuela | 1–0 | 3–0       | Victoria  | Eliminatorias Mundial 2018 |

## Estadísticas

### Clubes
Actualizado al último partido disputado el 19 de noviembre de 2023.
| Club                              | Div.                | Temporada           | Liga  | Liga  | Liga   | Copas nacionales | Copas nacionales | Copas nacionales | Copas internacionales | Copas internacionales | Copas internacionales | Total | Total | Total  |
| Club                              | Div.                | Temporada           | Part. | Goles | Asist. | Part.            | Goles            | Asist.           | Part.                 | Goles                 | Asist.                | Part. | Goles | Asist. |
| --------------------------------- | ------------------- | ------------------- | ----- | ----- | ------ | ---------------- | ---------------- | ---------------- | --------------------- | --------------------- | --------------------- | ----- | ----- | ------ |
| UTE · Ecuador                     | 2.ª                 | 2010                | 35    | 2     | 0      | -                | -                | -                | -                     | -                     | -                     | 35    | 2     | 0      |
| UTE · Ecuador                     | Total club          | Total club          | 35    | 2     | 0      | -                | -                | -                | -                     | -                     | -                     | 35    | 2     | 0      |
| Macará · Ecuador                  | 2.ª                 | 2011                | 6     | 0     | 0      | -                | -                | -                | -                     | -                     | -                     | 6     | 0     | 0      |
| Macará · Ecuador                  | 1.ª                 | 2012                | 1     | 0     | 0      | -                | -                | -                | -                     | -                     | -                     | 1     | 0     | 0      |
| Macará · Ecuador                  | 1.ª                 | 2013                | 28    | 0     | 1      | -                | -                | -                | -                     | -                     | -                     | 28    | 0     | 1      |
| Macará · Ecuador                  | Total club          | Total club          | 35    | 0     | 1      | -                | -                | -                | -                     | -                     | -                     | 35    | 0     | 1      |
| Independiente del Valle · Ecuador | 1.ª                 | 2014                | 30    | 3     | 0      | -                | -                | -                | 4                     | 1                     | 0                     | 34    | 4     | 0      |
| Independiente del Valle · Ecuador | 1.ª                 | 2015                | 32    | 2     | 2      | -                | -                | -                | 2                     | 0                     | 0                     | 34    | 2     | 2      |
| Independiente del Valle · Ecuador | 1.ª                 | 2016                | 5     | 0     | 1      | -                | -                | -                | 15                    | 1                     | 0                     | 20    | 1     | 1      |
| Independiente del Valle · Ecuador | Total club          | Total club          | 67    | 5     | 3      | 0                | 0                | 0                | 21                    | 2                     | 0                     | 88    | 7     | 3      |
| River Plate Argentina             | 1.ª                 | 2016-17             | 12    | 1     | 0      | 3                | 0                | 0                | 5                     | 1                     | 0                     | 20    | 2     | 0      |
| River Plate Argentina             | Total club          | Total club          | 12    | 1     | 0      | 3                | 0                | 0                | 5                     | 1                     | 0                     | 20    | 2     | 0      |
| Yeni Malatyaspor Turquía          | 1.ª                 | 2017-18             | 21    | 1     | 1      | 3                | 1                | 0                | 0                     | 0                     | 0                     | 24    | 2     | 1      |
| Yeni Malatyaspor Turquía          | 1.ª                 | 2018-19             | 26    | 3     | 2      | -                | -                | -                | -                     | -                     | -                     | 26    | 3     | 2      |
| Yeni Malatyaspor Turquía          | 1.ª                 | 2019-20             | 23    | 0     | 0      | 2                | 0                | 0                | 4                     | 1                     | 0                     | 29    | 1     | 0      |
| Yeni Malatyaspor Turquía          | Total club          | Total club          | 70    | 4     | 3      | 5                | 1                | 0                | 4                     | 1                     | 0                     | 79    | 6     | 3      |
| Erzurumspor Turquía               | 1.ª                 | 2020-21             | 9     | 0     | 0      | 2                | 1                | 0                | 1                     | 0                     | 0                     | 12    | 1     | 0      |
| Erzurumspor Turquía               | Total club          | Total club          | 9     | 0     | 0      | 2                | 1                | 0                | 1                     | 0                     | 0                     | 12    | 1     | 0      |
| Mushuc Runa · Ecuador             | 1.ª                 | 2022                | 12    | 0     | 0      | 3                | 0                | 0                | 0                     | 0                     | 0                     | 15    | 0     | 0      |
| Mushuc Runa · Ecuador             | Total club          | Total club          | 12    | 0     | 0      | 3                | 0                | 0                | 0                     | 0                     | 0                     | 15    | 0     | 0      |
| Atlético Palmaflor · Bolivia      | 1.ª                 | 2023                | 17    | 0     | 0      | 7                | 0                | 0                | 1                     | 0                     | 0                     | 25    | 0     | 0      |
| Atlético Palmaflor · Bolivia      | Total club          | Total club          | 17    | 0     | 0      | 7                | 0                | 0                | 1                     | 0                     | 0                     | 25    | 0     | 0      |
| Total en su carrera               | Total en su carrera | Total en su carrera | 257   | 12    | 7      | 20               | 2                | 0                | 32                    | 4                     | 0                     | 309   | 18    | 7      |
| 1. 2.                             |                     |                     |       |       |        |                  |                  |                  |                       |                       |                       |       |       |        |

### Selección
Actualizado al último partido disputado el 28 de marzo de 2017.
| Selección          | Año   | Amistosos | Amistosos | Amistosos | Eliminatorias | Eliminatorias | Eliminatorias | Copa América | Copa América | Copa América | Total | Total | Total |
| Selección          | Año   | PJ        | G         | A         | PJ            | G             | A             | PJ           | G            | A            | PJ    | G     | A     |
| ------------------ | ----- | --------- | --------- | --------- | ------------- | ------------- | ------------- | ------------ | ------------ | ------------ | ----- | ----- | ----- |
| Absoluta · Ecuador | 2014  | 1         | 0         | 0         | -             | -             | -             | -            | -            | -            | 1     | 0     | 0     |
| Absoluta · Ecuador | 2015  | 4         | 0         | 0         | 1             | 0             | 0             | 1            | 0            | 0            | 6     | 0     | 0     |
| Absoluta · Ecuador | 2016  | 0         | 0         | 0         | 5             | 1             | 0             | 4            | 0            | 0            | 9     | 1     | 0     |
| Absoluta · Ecuador | 2017  | 0         | 0         | 0         | 2             | 0             | 0             | -            | -            | -            | 2     | 0     | 0     |
| Total              | Total | 5         | 0         | 0         | 8             | 1             | 0             | 5            | 0            | 0            | 18    | 1     | 0     |

## Palmarés

### Campeonatos nacionales
| Título                         | Club        | Año  |
| ------------------------------ | ----------- | ---- |
| Campeonato Ecuatoriano Serie B | Macará      | 2011 |
| Copa Argentina                 | River Plate | 2016 |

### Campeonatos internacionales
| Título              | Club        | Año  |
| ------------------- | ----------- | ---- |
| Recopa Sudamericana | River Plate | 2016 |

### Distinciones individuales
| Distinción                                                          | Año  |
| ------------------------------------------------------------------- | ---- |
| Incluido en el 11 ideal de la Campeonato Ecuatoriano de Fútbol 2014 | 2014 |
| Incluido en el 11 ideal de la Campeonato Ecuatoriano de Fútbol 2015 | 2015 |
| Parte del equipo ideal de América                                   | 2016 |